# 追い出し屋
追い出し屋（おいだしや）とは、賃貸住宅の家賃を滞納した入居者に対し、違法な嫌がらせ行為により、強制的に退去させることを生業とする者をいう。合法的な強制執行をサポートする「執行業者」とは異なる。追い出し屋に抗議する動きのひとつとして借家人運動がある。

## 追い出し行為
2000年代末頃から、いわゆる「ゼロゼロ物件」の入居者などに対する追い出し行為の被害が相次いでおり、被害に遭った入居者から提訴される事例も増えている。中には、ゼロゼロ物件と追い出し屋を“兼業”している者も存在する。
これらを受けて、2009年3月、当時の国土交通大臣・金子一義は参議院予算委員会で、家賃保証業の規制の検討を示唆する旨の答弁を行った。
2009年12月22日には、追い出し屋によって退去させられた被害者が訴えた訴訟について、姫路簡裁で、追い出し行為に直接関わった不動産会社に加え、家主に対しても「社会的に許されない」として、家主の使用者責任を認定する判決が出された。

### 主な手口
- 住居の入口の扉に、他者の目にも触れるように「家賃を支払っていない」旨の書かれた張り紙や督促状を掲示する（未払いが事実であっても、名誉毀損罪に該当するおそれがある）。
- 入居者が不在のうちに合鍵で侵入し、承諾もなしに家財を処分する[注釈 1]。後日に滞納分の全額を支払っても家財の返品や賠償もしない（住居侵入罪および窃盗罪に該当するおそれがある）。
- 法的な手続きを踏まずに玄関の鍵や錠前を交換ないし追加し、入居者が玄関を開けられないよう住居から締め出す[2]（悪質なものでは、家賃の支払い期限を数時間過ぎただけで鍵の交換を実行する事例もある）。